# Nazli Sabri
Nazli Sabri (tiếng Ả Rập: نزلي صبري / نازلى صبرى) là vị vương hậu đầu tiên của Ai Cập tại vị từ năm 1919 đến năm 1936. Bà là vợ thứ hai của Quốc vương Fuad I và là mẹ đẻ của vua kế vị Farouk.

## Thuở thiếu thời
Nazli sinh ngày 25 tháng 6 năm 1894 tại Alexandria, Ai Cập, trong một gia đình có cha mẹ là người gốc Thổ Nhĩ Kỳ và Pháp. Cha của bà là Abdur Rahim Sabri Pasha, Bộ trưởng Bộ nông nghiệp kiêm Thống đốc Cairo, và mẹ bà là phu nhân Tawfika Khanum Sharif. Nazli có một người em trai là Sherif Sabri Pasha (sinh năm 1895) và một người chị em gái, Amina Sabri.
Nazli là cháu ngoại của Thiếu tướng Muhammad Sharif Pasha, đồng thời là Bộ trưởng Bộ ngoại giao gốc Thổ Nhĩ Kỳ. Bà cũng là chắt của sĩ quan gốc Pháp Soliman Pasha al-Faransawi (ông sinh được một người con gái là Nazli, chính là bà nội của vương hậu Nazli Sabri).
Đầu tiên, Nazli theo học tại trường Lycée de la Mère-de-Dieu ở Cairo, sau đó học tại trường cao đẳng Collège Notre-Dame de Sion ở Alexandria. Sau khi người mẹ qua đời, 2 chị em Nazli được gửi đến một trường nội trú ở Paris, Pháp trong 2 năm. Sau khi trở về, Nazli buộc phải kết hôn với người anh em họ là Khalil Sabri. Tuy nhiên, cuộc hôn nhân này tan vỡ khi chưa đầy 1 năm. Sau khi ly hôn, bà ở lại nhà của Safiya Zaghloul, và tại đây bà đã gặp Saeed Zaghloul, cháu gọi Safiya bằng cô. Hai người đã đính hôn nhưng rồi lại chia tay nhau khi Saeed phải lưu vong cùng với người chú bác Saad Zaghloul sau cuộc Cách mạng Ai Cập 1919.

## Trở thành Vương hậu
Sultan của Ai Cập Fuad I lần đầu gặp Nazli trong một buổi trình diễn opera. Vào ngày 12 tháng 5 năm 1919, Fuad cầu hôn Nazli, mặc dù ông hơn bà đến 26 tuổi. Vào ngày 24 tháng 5 năm 1919, Nazli chính thức lên xe hoa cùng với Fuad I tại Cung điện Bustan, Cairo. Đây là cuộc hôn nhân thứ hai của cả Nazli và Fuad. Sau đó, bà chuyển đến sống tại Cung điện Abbasiya. Tân vương hậu đã phải chịu áp lực từ chồng trong việc sinh con trai, và sẽ bị cấm cung nếu không sinh được người kế vị.

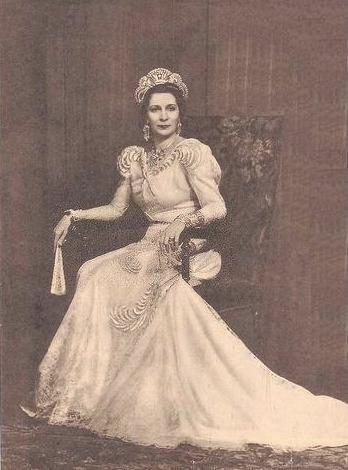
Ảnh chụp Nazli Sabri trong một buổi sinh nhật của bà

Sau khi hạ sinh được người con trai duy nhất cho vương thất, là Quốc vương tương lai Farouk, bà được phép chuyển đến Cung điện Koubbeh, nơi ở chính thức của vương thất, cùng với phu quân của bà. Khi Fuad chính thức xưng Vương, Nazli hiển nhiên trở thành Vương hậu. Bà lần lượt sinh thêm 4 Vương nữ là: Fawzia, Faiza, Faika, Fathia của Ai Cập.
Bị giới hạn trong nội cung, bà chỉ được phép tham dự các buổi biểu diễn opera, ngắm các vườn hoa và tham gia các sự kiện chỉ dành cho phụ nữ. Thời điểm đó, các phong trào giải phóng dành cho phụ nữ diễn ra, bà nhận thấy những quy định trong nội cung đã trở nên lạc hậu. Trong những cuộc cãi vã với chồng, bà đều nhận những cái tát tai từ ông và bị giam cầm trong phòng riêng nhiều tuần. Nhiều người cho rằng, Nazli đã cố tìm đến cái chết bằng việc sử dụng quá liều aspirin.
Nazli đi cùng nhà vua trong một chuyến công du châu Âu kéo dài 4 tháng vào năm 1927, và bà được nhiều người Pháp quý mến vì là người gốc Pháp.

## Những năm sau đó
Sau khi Fuad I băng hà năm 1936, con trai duy nhất của bà trở thành Tân vương của Ai Cập, và bà được tấn phong thành Thái hậu. Em trai bà, Sherif Sabri Pasha, phục vụ trong Hội đồng Nhiếp chính. Năm 1946, Nazli rời Ai Cập và đến Hoa Kỳ để điều trị bệnh thận.
Vào tháng 8 năm 1950, Quốc vương Farouk đã tước đi phong hiệu và quyền lợi của mẹ và người em gái út Fathiya. Nguyên nhân là do Thái hậu đã ủng hộ cuộc hôn nhân của con gái với một người theo đạo Công giáo, mà Farouk không chấp thuận.
Năm 1955, Nazli đã mua một biệt thự 28 phòng ở Beverley Hills với giá 63.000 USD, nơi bà sống cùng Fathia, con rể và hai đứa cháu ngoại.
Năm 1965, Nazli dự lễ tang của Farouk tại Roma.